# Schienenverkehr in Lettland

Streckennetz der LDz (Stand 2012 mit Strecken, auf denen inzwischen kein Personenverkehr mehr stattfindet)

Der Schienenverkehr in Lettland wird von staatlichen Eisenbahngesellschaften dominiert. Neben dem von Latvijas dzelzceļš betriebenen Eisenbahnnetz bestehen städtische Schienenverkehrsnetze in Daugavpils, Liepāja und Riga.

## Geschichte

### Entwicklung bis zum Ersten Weltkrieg

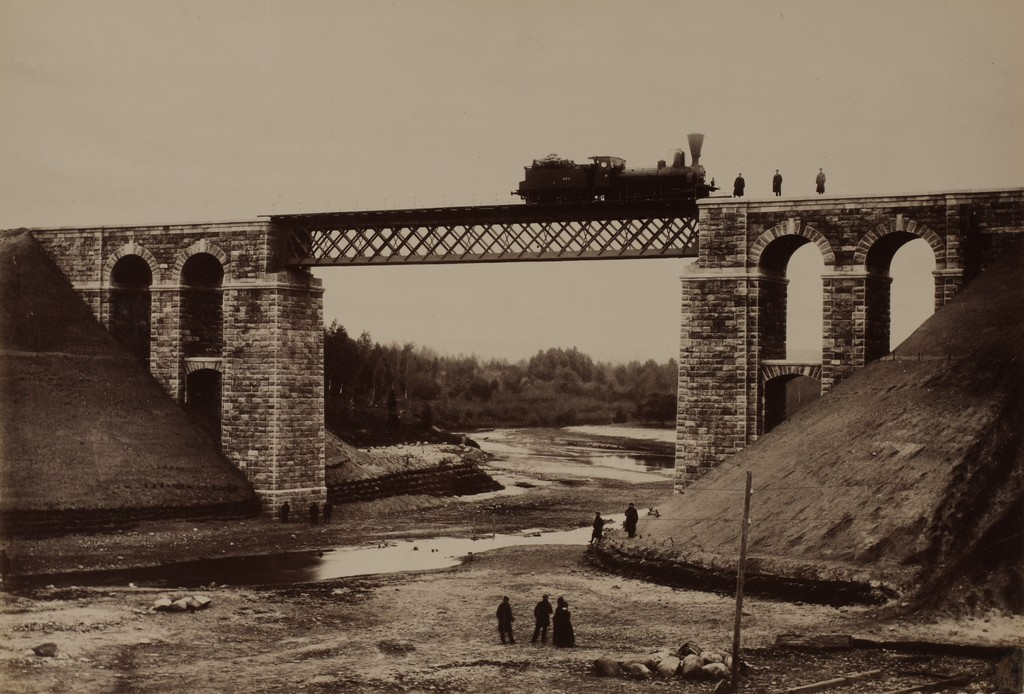
Eisenbahnbrücke über den Fluss Rauna kurz nach ihrem Bau (1897)

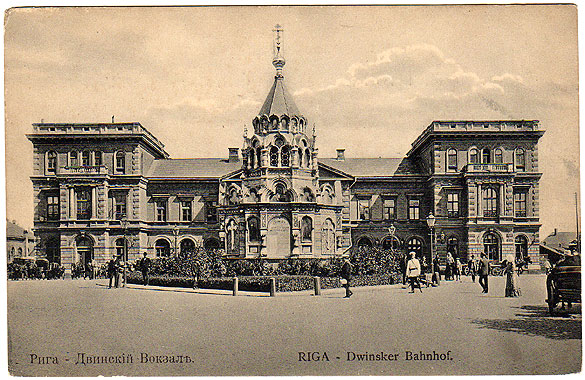
Riga Hauptbahnhof (Aufnahme wahrscheinlich vor dem Ersten Weltkrieg)

Bis 1918 gehörte das Gebiet des heutigen Lettland zum Russischen Reich. Die russischen Eisenbahnstrecken entstanden überwiegend als schnurgerade Direktverbindungen zwischen den großen Metropolen, so die Warschau-Petersburger Eisenbahn, die von 1858 bis 1862 erbaut wurde. Der Abschnitt von Pskow über Daugavpils bis Vilnius wurde 1861 in Betrieb genommen und war die erste Bahnstrecke auf lettischem Boden.
Mit der Bahnstrecke von Daugavpils nach Riga erhielt die lettische Hauptstadt bereits 1862 ebenfalls Bahnanschluss. Östlich von Daugavpils wurde die Strecke 1866 bis Wizebsk und 1868 bis Orjol verlängert. Über diese Strecke wurde ukrainisches Getreide exportiert, Rigas Hafen bekam durch den Bahnanschluss wachsende Bedeutung. Ebenfalls 1868 wurde die Strecke von Riga bis Jelgava gebaut, die Dünabrücke in Riga wurde allerdings erst 1875 eröffnet. Diese Strecke wurde 1873 bis ins heute litauische Mažeikiai verlängert. Dort wurde sie mit der 1871 bis 1874 von Liepāja (deutsch Libau) über Mažeikiai nach Vilnius und weiter in Richtung Minsk und Romny verknüpft. Mit der Libauer Bahn erhielt nach Riga der wichtige Hafen Libau Bahnanschluss. Vom litauischen Radviliškis erhielt diese Strecke zudem eine Verbindung nach Daugavpils, das damit eine zweite Strecke an die Ostsee erhielt. 1877 wurde die Bäderbahn von Riga nach Tukums eröffnet, die vor allem für den Ausflugsverkehr an die Ostsee Bedeutung hatte. 1894 wurde die Strecke bis Ventspils verlängert, womit der dritte lettische Hafen Bahnanschluss bekam.
Die letzten Neubauten vor dem Ersten Weltkrieg verbesserten vor allem die Anbindung der lettischen Häfen an das russische Hinterland. Die Strecke von Riga über Walk (heute Valga/Valka) nach Pskow ging 1889 in Betrieb und verkürzte die Verbindung nach St. Petersburg erheblich. Als einzige Strecke in Lettland wurde sie vom russischen Staat gebaut. Alle anderen Strecken wurden von privaten Gesellschaften erbaut und betrieben und meist später verstaatlicht. 1904 konnte die Bahnstrecke der Moskau-Windau-Rybinsk-Eisenbahn von Moskau über Rēzekne, Krustpils (heute Teil von Jēkabpils) und Jelgava bis Tukums eröffnet werden. Als einzige Gesellschaft wurde sie nicht verstaatlicht und blieb bis zum Ende des Zarenreichs als Privatbahn bestehen. Alle Strecken wurden in der russischen Spurweite von 1524 mm erbaut.
Neben den Durchgangslinien zu den Häfen entstanden bis 1914 kaum weitere Strecken zur Erschließung der damaligen Ostseegouvernements Livland und Kurland. Es entstanden ab 1895 einige Schmalspurbahnen, meist in 750-mm-Spurweite. Dazu zählten die Strecke der Wolmarschen Zufuhrbahn vom Ostseehafen Ainaži über Valmiera nach Smiltene und die Strecke der Ersten Russischen Zufuhrbahnen-Gesellschaft von Walk über Rūjiena ins heute estnische Mõisaküla und weiter in Richtung Tallinn. Südlich von Walk erbauten die Livländische Zufuhrbahnen eine Strecke über Gulbene nach Pļaviņas an der Strecke Riga–Daugavpils. In Meterspur gebaut wurde die Strecke der Libau-Hasenpoter Zufuhrbahn von Liepāja nach Aizpute. Weitere geplante Strecken, so von Mõisaküla nach Riga und von Bauska nach Riga, wurden aufgrund des Kriegsausbruchs 1914 nicht mehr ausgeführt.
Der Erste Weltkrieg führte zu umfangreichen Änderungen im Streckennetz. Nach der Eroberung von Libau im Frühjahr 1915 nahmen deutsche Eisenbahntruppen zunächst die breitspurige Strecke in Richtung Mažeikiai wieder in Betrieb. Mangel an breitspurigen Fahrzeugen und immer längere Wege zur Front führten dazu, dass die Strecke ab Sommer 1915 auf europäische Regelspur mit 1435 mm Spurweite umgenagelt wurde. Zusätzlich wurde vom nördlichsten deutschen Bahnhof in Bajohren bei Memel eine neue Strecke ins lettische Priekule (deutsch Prekuln) erbaut, um den Nachschub vom Schiffstransport nach Libau unabhängig zu machen. Eine weitere Kriegsbahn war die Strecke von Jelgava ins litauische Šiauliai, die am 1. Oktober 1916 in Betrieb genommen wurde. Daneben bauten die deutschen Feldeisenbahner verschiedene Strecken zweigleisig aus, so von Riga nach Jelgava. Die übrigen Strecken hinter der deutschen Front wurden ebenfalls auf Regelspur umgerüstet, so dass südlich der Düna ein vollständig regelspuriges Netz entstand. Zudem wurden Bahnhöfe erweitert und deutsche Sicherungs- und Signaltechnik installiert. Die deutschen Truppen errichteten zudem noch verschiedene Feldeisenbahnen in 600-mm-Spurweite, so südlich der Düna zur Versorgung der Stellungen um Jēkabpils und nördlich der Strecke Ventspils–Tukums für die dortigen Küstenbatterien.
Auf russischer Seite wurde das Bahnnetz den Anforderungen des Krieges angepasst. In Verlängerung einer bereits bestehenden Strecke von Pytalowo (lettisch: Abrene) nach Sita wurde von Sita eine Strecke über Gulbene nach Ieriķi an der Strecke Riga–Walk erbaut, zudem wurde die Strecke der Livländischen Zufuhrbahn zwischen Gulbene und Pļaviņas auf russische Breitspur umgebaut.
1918 besetzten die deutschen Truppen nach dem Zusammenbruch der russischen Front und dem Frieden von Brest-Litowsk das gesamte Baltikum. Versuche, den Betrieb mit europäischer Normalspur über Riga hinaus auszudehnen, wurden bald wieder beendet.

### Zwischenkriegszeit

#### Streckennetz
Lettland erklärte am 18. November 1918 seine Unabhängigkeit. In den Wirren der Nachkriegszeit mit dem Aufstand der Roten Lettischen Schützen und dem Putsch der deutschbaltischen Minderheit konnte erst am 1. August 1919 der erste Direktor der neuen Staatsbahn, Latvijas Valsts Dzelzsceļi (LVD),  ernannt und am 5. August 1919 der Gesamtvorstand der in Riga seine Arbeit aufnehmen. Die LVD hatte damals 600 Angestellte. Sie sah sich vor große Aufgaben gestellt. So waren weite Teile des Streckennetzes zerstört, vor allem die wichtigen fünf Brücken über die Daugava. Erst 1930 wurde die letzte der Dünabrücken bei Krustpils wieder in Betrieb genommen, zusammen mit der vollständigen Umspurung der Strecke Krustpils–Jelgava auf Breitspur.
Die Bedeutung der lettischen Häfen für den russischen Export ging nach dem Krieg zunächst stark zurück. Westlich Rigas und südlich der Düna war das gesamte Netz auf Regelspur umgestellt worden. Dies erwies sich als unpraktikabel, wenn künftig wieder russische Exporte über lettische Häfen geleitet werden sollten. Die LVD rüstete die Strecken nach Ventspils daher wieder auf Breitspur um. Die Strecke Riga–Jelgava wurde für beide Spurweiten umgebaut, um den direkten Anschluss Rigas an das europäische Normalspurnetz zu sichern. In Riga und Daugavpils-Griva wurden ausgedehnte Umladeanlagen gebaut, zudem Umspurvorrichtungen für Güterwagen.
Die Strecke von Riga nach Liepāja führte durch Litauen. Da das Netz der litauischen Staatsbahn infolge des Krieges auf europäische Regelspur umgerüstet worden war, konnte diese Strecke, über die unter Mitbenutzung lettischen Gebiets bis Priekule auch der Verkehr zum litauischen Hafen Klaipėda lief, nicht auf Breitspur umgestellt werden. Zudem kam es mehrfach zu gegenseitigen Streckensperrungen aufgrund von Streitigkeiten um Transit- und Zollregelungen. Die LVD baute daher zwischen 1926 und 1929 eine Strecke zwischen Jelgava und Liepāja ausschließlich über lettisches Gebiet und in Breitspur.
Weitere Strecken wurden ab 1928 begonnen. Die geplante Strecke von Riga nach Kārsava an der Warschau-Petersburger Bahn wurde bis 1938 nur auf den Teilstrecken Riga–Ērgļi und Madona–Lubāna fertiggestellt. Von 1933 bis 1937 entstand die heute zum Rigaer Vorortnetz gehörende Strecke bis Rūjiena, einem Bahnhof an der Schmalspurbahn von Valka nach Tallinn. 1934 fertiggestellt wurde schließlich die Stichbahn von Pakalnieši nach Kūdupe im Nordosten des Landes. Die LVD investierte zudem erheblich in Bahnhöfe, Werkstätten und den Oberbau ihrer Strecken, so dass die Höchstgeschwindigkeit auf den Hauptbahnen schrittweise bis auf 100 km/h angehoben werden konnte.
Die Schmalspurstrecken der Vorkriegs- und der Kriegszeit wurden modernisiert und erweitert. Von Liepāja aus entstanden unter teilweiser Verwendung alter Heeresfeldbahnstrecken neue 750-mm-Bahnen nach Rucava an der litauischen Grenze und nach Pāvilosta, letztere wurde schrittweise weiter in Richtung Ventspils verlängert. Weitere Strecken entstanden zwischen Meitene und Bauske sowie zwischen Sita und Rēzekne. Für die beiden Netze in 600-mm-Spur entlang der Rigaer Bucht und südlich von Krustpils wurde ebenfalls eine Umstellung auf 750 mm geplant, aber nicht umgesetzt. 1938 übernahm die LVD schließlich die 1000-mm-Bahn nach Aizpute und stellte sie zur Vereinheitlichung mit den anderen von Liepāja ausgehenden Bahnen 1940 auf 750 mm um.

#### Fahrzeuge

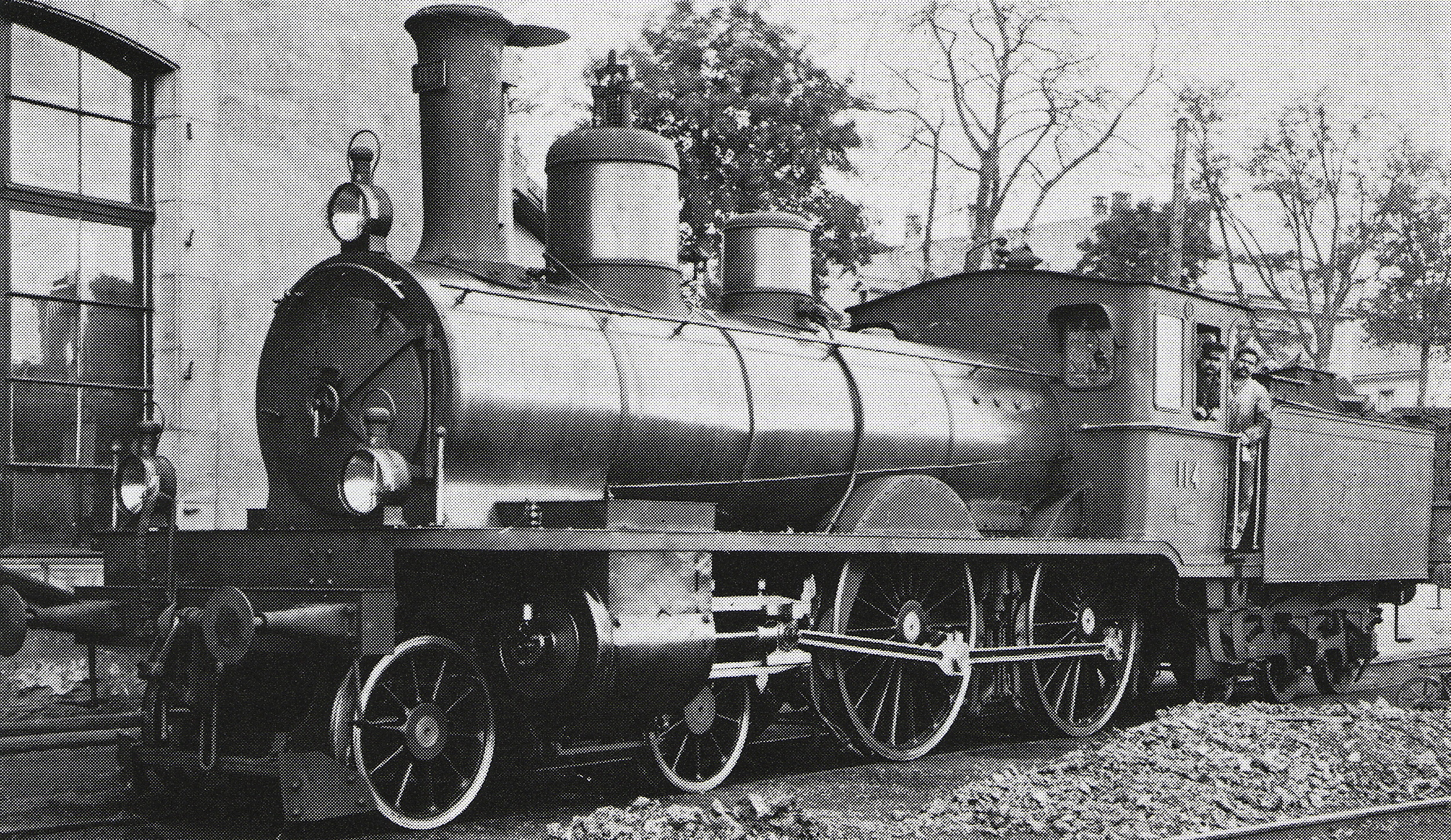
Schnellzuglokomotive A 2/4 Nr. 114 der Schweizerischen Bundesbahnen, die Maschine verkehrte zwischen 1919 und 1923 als An 28 für die Lettische Staatsbahn

Der Fahrzeugbestand bei Gründung der LVD war aufgrund der Abtransporte durch deutsche und sowjetische Truppen erheblich zusammengeschrumpft. Im Februar 1920 standen nur 118 Lokomotiven zur Verfügung, davon 34 für die Breitspur und 14 für Regelspur. Mit den Friedensverträgen erhielt die LVD aus Deutschland 51 und aus der Sowjetunion 110 Lokomotiven und insgesamt 2274 Personen- und Güterwaggons.
1922 wurden mit Litauen überzählige Regelspurlokomotiven gegen dort nicht mehr benötigte Breitspurlokomotiven getauscht. Zudem wurden 23 gebrauchte alte russische Lokomotiven aus polnischen Beständen erworben, sechs der finnischen Gattung Tk entsprechende Lokomotiven kamen als Neubauten von Lokomo aus Tampere und wurden als Reihe Dk in den Bestand der LVD eingeordnet. 1931 waren schließlich 190 Loks für die Breitspur, für die wenigen verbliebenen Regelspurstrecken 45 Lokomotiven vorhanden.
Neben der Modernisierung des übernommenen und gebraucht erworbenen Fahrzeugparks beschaffte die LVD verschiedene neue Lokomotiven. Ab 1928 wurden zunächst in mehreren Serien Tenderlokomotiven der Achsfolge 1’A1’ beschafft, die vor allem für leichte Personenzüge auf verkehrsschwachen Strecken gedacht waren. Die ersten drei dieser als Baureihe Tk eingeordneten Lokomotiven kamen von Hohenzollern aus Düsseldorf, die weiteren von 1931 bis 1934 gebauten 17 Lokomotiven wurden von Krupp, Henschel und von den LVD-eigenen Hauptwerkstätten in Daugavpils und Liepāja hergestellt. Für größere Zuglasten geeignet waren die ab 1934 fast ausschließlich bei Henschel beschafften Baureihen Ct und Rt mit der Achsfolge 1’C1’ h2t, die sich lediglich in der Größe ihrer Treibräder unterschieden. Radsätze der Baureihe Ct hatten 1720 mm Durchmesser, die der Baureihe Rt nur 1400 mm. Analog dazu wurden die 1’B1’-Tenderlok-Baureihen Bt und Pt ab 1936 von Henschel beschafft, die die gleichen Raddurchmesser erhielten. Alle insgesamt beschafften 50 Lokomotiven der Baureihen Ct/Rt und Bt/Pt waren zudem umspurbar und konnten in den Werkstätten auf Breit- oder Regelspur umgerüstet werden. Kurz vor dem Zweiten Weltkrieg plante die LVD zudem noch die Beschaffung von fünf 2’C1’-Schnellzugloks der finnischen Baureihe P1 (ab 1942 Hr 1), um damit Schnellzüge zwischen Daugavpils und Liepāja zu bespannen. Für ihre Schmalspurstrecken beschaffte die LVD im Jahr 1923 25 gebrauchte Heeresfeldbahnlokomotiven aus deutschen Beständen für die 600-mm-Strecken und ab dem gleichen Jahr in mehreren Serien vierzehn 1’D-Schlepptenderlokomotiven für die 750-mm-Strecken.
Gegenüber Triebwagen war die LVD skeptisch eingestellt, da sich im Vergleich die neubeschafften Lokomotiven der Baureihe Tk unter lettischen Bedingungen wirtschaftlicher gezeigt hatten. Ab 1930 wurden daher lediglich einige Versuchstriebwagen in Betrieb genommen, erst Ende der 30er-Jahre wurden für Breit- und Schmalspurstrecken mehrere kleine Serien beschafft. Darunter befanden sich drei als LVD F 901–903 eingeordnete Gliedertriebzüge für 750 mm, von denen einer nach dem Krieg von der Deutschen Reichsbahn als VT 137 600 für einige Jahre auf dem Wilsdruffer Netz eingesetzt wurde.
Ab 2019 vorbereitet, findet seit 2022 eine umfassende Erneuerung der Fahrzeuge für den Personenverkehr statt, wobei in erster Linie auf Elektrotriebwagen gesetzt wird.

#### Verkehr
In den Nachkriegswirren konnte die LVD erst 1921 wieder internationale Züge einführen, ab 16. August 1921 fuhren durchgehende Züge nach Estland, ab 15. April 1922 nach Litauen. Der Personenverkehr in die neu entstandene Sowjetunion wurde 1923 auf den alten Strecken wieder aufgenommen, als am 1. April durchgehende Züge von Riga nach Moskau eingeführt wurden. Ab dem 15. Mai 1923 wurde der durchgehende Verkehr zwischen den baltischen Staaten und Deutschland wieder aufgenommen. Der ursprünglich bereits für 1921 vorgesehene durchgehende Durchgangszug zwischen Riga und Paris mit Schlafwagen wurde aufgrund von Streitigkeiten mit Litauen sowie zwischen Deutschland und Polen erst 1927 eingeführt. Geplant war ein Flügelzug zum Nord-Express, umgesetzt wurde lediglich ein Kurswagen aus dem Nord-Express, der vom D 1 von Berlin nach Riga befördert wurde. Bis dahin mussten Fahrgäste in Eydtkuhnen an der litauisch-deutschen Grenze oder in Kaunas umsteigen.

### Teil der Sowjetischen Staatsbahn
Nach der Besetzung des Baltikums im Juni 1940 verloren auch die Staatsbahnen der drei baltischen Staaten ihre Selbständigkeit. Ab Oktober 1940 wurde die LVD wie auch die benachbarten litauischen und estnischen Bahnen dem sowjetischen Volkskommissariat für Transport unterstellt und in eine Direktion der Sowetskije schelesnyje dorogi umgewandelt.

### Entwicklung ab 1992

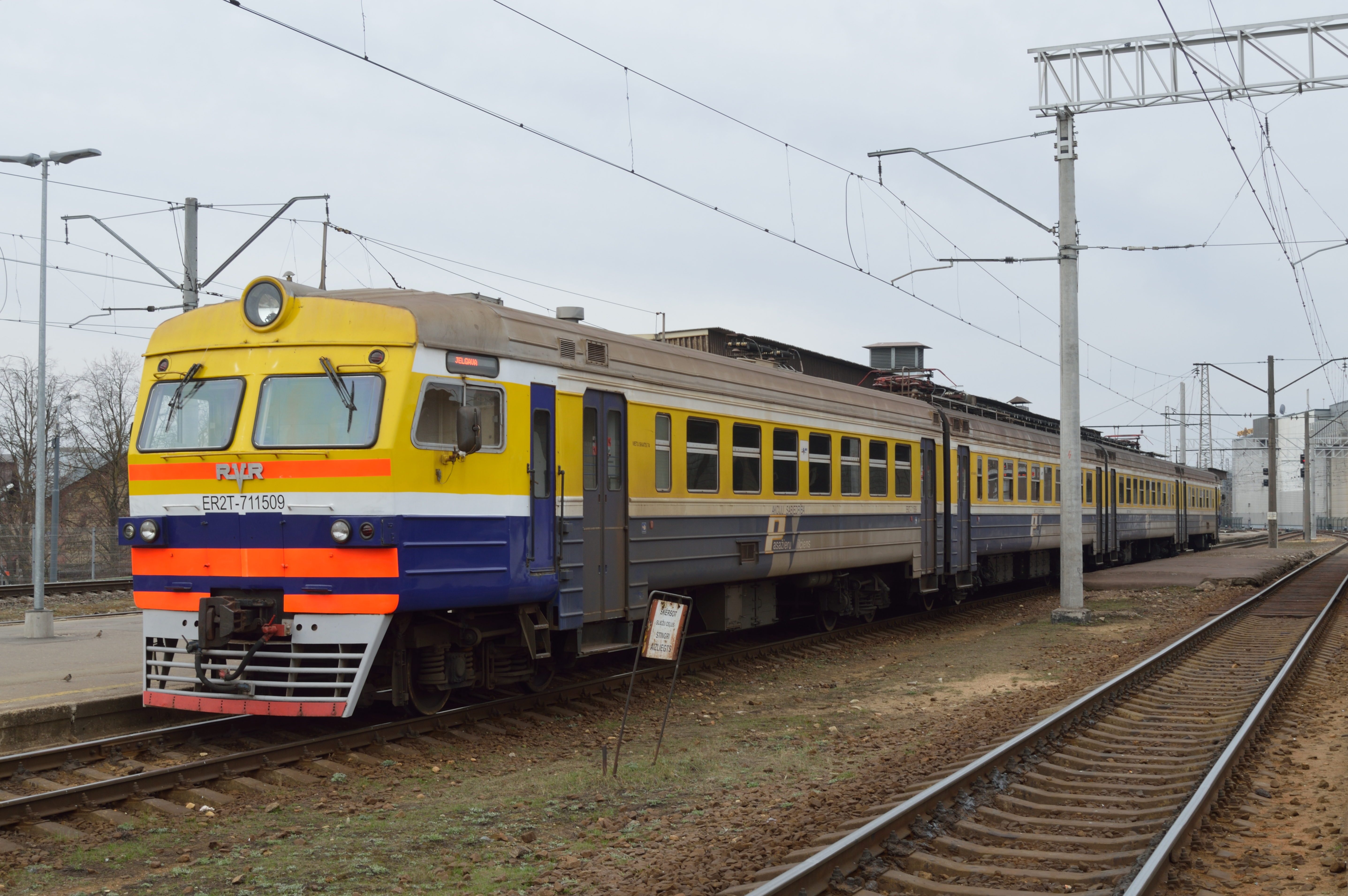
Nahverkehrszug auf der Strecke Riga – Jelgava

Zum 1. Januar 1992 wurden alle baltischen Bahnen formell aus der Sowetskije schelesnyje dorogi (SŽD) bzw. der Baltischen Eisenbahn als regionaler Teilgesellschaft der SŽD ausgegliedert und wieder selbständig. Vorübergehend firmierten die lettischen Eisenbahnen wieder unter Vorkriegsbezeichnung Latvijas Valsts Dzelzsceļi (LVD), änderte diese Bezeichnung aber bald auf den heutigen Namen Latvijas dzelzceļš.
In den Jahren nach der erneuten Unabhängigkeit Lettlands erlebte der Schienenpersonenverkehr der LDz einen erheblichen Einbruch. Waren 1990 noch rund 134 Mio. Fahrgäste befördert worden, sank diese Zahl bis 1993 auf etwa 58 Mio. Passagiere. In der Folgezeit stellte die LDz daher verschiedene Nebenstrecken ein.  Mit Zügen der weißrussischen bzw. ukrainischen Eisenbahn konnten von Riga Minsk und Kiew erreicht werden. Mit Kurswagen konnte man zur russischen Schwarzmeerküste reisen.
Im Gegensatz zum Personenverkehr blieb der Güterverkehr vergleichsweise stabil, bedingt durch seine Bedeutung für den Transitverkehr zwischen Russland und den lettischen Seehäfen Liepāja und Ventspils.

## Eisenbahnbetrieb
Im Personenverkehr werden neben dem S-Bahn-ähnlichen Vorortverkehr mit Elektrotriebzügen im Großraum Riga Verbindungen mit Dieselzügen Richtung Liepāja (der Betrieb wurde 2006 wieder aufgenommen), Cēsis, Gulbene, Rēzekne und Daugavpils angeboten.
Seit 2019 gab es internationale Nachtzüge nach Moskau und Sankt Petersburg. Weiter wurde ein Regionalzug nach Valga im Süden Estlands angeboten. Seit Dezember 2023 verkehrte auch wieder ein Direktzug von Riga über Šiauliai nach Vilnius. Seit dem 6. Januar 2025 besteht eine durchgehende Verbindung zwischen Tallin und Vilnius mit einem täglich verkehrenden Zugpaar. Zunächst musste in Riga und Valga jeweils umgestiegen werden. Seit dem 10. Februar 2025 wird zwischen Vilnius und Valga durchgehend gefahren. Die Fahrzeit über die Gesamtstrecke beträgt etwa 10 Stunden. Bis 1998 verkehrte in dieser Verbindung der „Baltic Express“. Mit Fertigstellung von Rail Baltica soll der Verkehr auf diese Infrastruktur verlegt werden.
Im Güterverkehr ist das LDz-Tochterunternehmen LDz Cargo aktiv. Am größten privaten Eisenbahnunternehmen Baltijas Tranzita Serviss (BTS) ist der Hafenbetreiber Riga Commercial Port mit 80 % beteiligt.

## Eisenbahninfrastruktur
Der Sitz der Verwaltung befindet sich in Riga. Das weitmaschige Streckennetz der LDZ ist sternförmig auf Riga hin orientiert; ein weiterer wichtiger Eisenbahnknotenpunkt befindet sich in Daugavpils.
Mit Ausnahme der Bahnstrecke Gulbene–Alūksne, die als letzte Strecke des früheren 750-mm-Netzes noch in Betrieb ist, beträgt die Spurweite im heutigen Netz der LDz verbliebenen Strecken 1520 mm (russische Breitspur).
Folgende Strecken sind mit 3,3 kV Gleichspannung elektrifiziert:
- Bahnstrecke Riga–Jelgava
- Bahnstrecke Torņakalns–Tukums
- Bahnstrecke Zemitāni–Skulte
- Bahnstrecke Riga–Aizkraukle
- Bahnstrecke Zemitāni–Šķirotava[11]

Im Jahr 2020 wurde die öffentliche Infrastruktur von Latvijas dzelzceļš genutzt für den Transport von:
- 24.113 Tausend Tonnen Fracht bzw. 4.994 Tausend Güterzug-Kilometer und
- 12.862 Tausend Passagiere bzw. 5.969 Tausend Personenzug-Kilometer.[12]

Ausbau Infrastruktur ab 2020
Langfristig ist ein Ausbau der Eisenbahn im Zusammenhang mit der Rail Baltica geplant.

## Straßenbahnen
In Lettland bestehen drei städtische Schienenverkehrsnetze: Straßenbahn Daugavpils, Straßenbahn Liepāja und Straßenbahn Riga. Der Bau einer in den 1980er Jahren vorgesehenen U-Bahn in Riga wurde nie begonnen.

## Eisenbahnmuseen
Das von der LDz betriebene Eisenbahnmuseum hat Standorte in Riga und in Jelgavā.